# Молкі (район)
Молкі — район зоби (провінції) Гаш-Барка, що в Еритреї. Столиця — місто Молкі. Виділений у 2005 році із складу району Шамбуко.